# Pavonia cristata
Pavonia cristata är en malvaväxtart som beskrevs av Schinz, Gürke. Pavonia cristata ingår i släktet påfågelsmalvor, och familjen malvaväxter. Inga underarter finns listade i Catalogue of Life.